# 吡唑啉酮
吡唑啉酮或吡唑酮是环戊二烯两个相邻碳原子被氮取代的酮类衍生物，其母体有3H-吡唑-3-酮和4H-吡唑-4-酮两种。它们可由肼和β-羰基化合物反应制得。